# The Bobby Fuller Four
The Bobby Fuller Four war eine US-amerikanische Rock-’n’-Roll-Band. Die erste offizielle Plattenveröffentlichung erfolgte 1964 unter diesem Namen. Nach dem Tod des Sängers und Gitarristen Bobby Fuller löste sich die Gruppe im Juli 1966 auf.

## Bandgeschichte
Gegründet wurde die Band von Bobby Fuller in El Paso, Texas. Fuller hatte zwischen 1961 und 1964 verschiedene lokal erfolgreiche Singles veröffentlicht, so unter anderem I Fought the Law, geschrieben 1959 von Sonny Curtis (ex-Crickets). Bereits auf diesen Veröffentlichungen waren Fullers Bruder Randy (E-Bass) und James Reese (E-Gitarre) als Begleitmusiker zu hören, doch die ersten Singles als Band erschienen erst Mitte 1964 und zunächst noch als Bobby Fuller and The Fanatics. Ende 1964 ging die Gruppe nach Los Angeles und benannte sich in The Bobby Fuller Four um. Als erstes versuchte Phil Spector, sie bei seinem Label Phillies Records unter Vertrag zu nehmen, die Gruppe unterschrieb allerdings bei Bob Keane. Die erste Single erschien zunächst Ende 1964 bei Donna, die folgenden Veröffentlichungen erfolgten bei Keanes neuem Label Mustang. Nach einigen nur mäßig erfolgreichen Singles gelang der kommerzielle Durchbruch mit einer Wiederveröffentlichung von I Fought the Law, die Single erreichte 1965 Platz 9 der Billboard Hot 100. Der zweite Charterfolg gelang der Gruppe 1966 mit Love's Made A Fool of You (Platz 26). Ebenfalls 1966 erschien das Debütalbum KRLA King of the Wheels. Das Billboard Magazine bezeichnete die Gruppe im Frühjahr 1966 als das Aufregendste, was die aktuelle Musik zu bieten habe, und verglich Bobby Fuller mit der musikalischen Ausstrahlung des jungen Elvis Presley. Ebenfalls 1966 hatte die Gruppe einen Cameo-Auftritt in dem Spielfilm The Ghost in the Invisible Bikini.
Am 18. Juli 1966 starb Bobby Fuller unter bis heute nicht zweifelsfrei geklärten Umständen. Einigen Quellen zufolge soll Fuller eine Karriere als Solo-Künstler angestrebt und die Bobby Fuller Four bereits im Juni 1966 verlassen haben. Anderen Quellen zufolge soll die Gruppe am 17. Juli 1966, einen Tag vor dem Tod Fullers, beschlossen haben, sich aufzulösen. Die Band spielte daraufhin noch einige Zeit als Randy Fuller Four weiter, löste sich dann aber wegen Erfolglosigkeit auf. Randy spielte noch in Texas in einer Formation namens Predictions, James Reese gründete die Country-Rock-Band Murphy's Law, und Dalton Powell spielte in einer Band namens Moonpie Dance Band.

## Stilistische Einordnung
Anfangs sah sich die Gruppe in der Tradition des Rockabilly der späten 1950er Jahre und war bestrebt, den Geist der Musik von Buddy Holly zu bewahren und weiterzuentwickeln. Nach dem Umzug nach Los Angeles versuchte Fuller, die stilistische Ausrichtung der Band zum Surf Rock hin zu verändern. Er wollte seine Musik nach dem Vorbild von The Beach Boys und Jan and Dean modernisieren und Texte über das Surfen und über Drag-Racing machen. Doch der kommerzielle Durchbruch gelang erst mit der Sonny-Curtis-Komposition I Fought the Law aus dem Jahr 1959, was als Rückbesinnung der Gruppe auf ihre Wurzeln angesehen wird. Auch ihr zweiter Hit Love's Made a Fool of You war eine Coverversion von Buddy Holly und Bob Montgomery. Live spielten die Gruppe zudem die Buddy-Holly-Songs Think it Over und Baby My Heart sowie Roy Orbisons Rockhouse. Inspiriert war die Musik der Gruppe auch von Eddie Cochran, zu hören in Saturday Night.

## Diskografie
Alben
- KRLA King of the Wheels (Mustang, 1966)
- I Fought the Law (Mustang, 1966)

Singles
- Fool of Love/Shakedown (Exeter, 1964)[Anm. 1]
- Those Memories of You/Our Favorite Martian (Donna, 1964)[Anm. 1]
- Wolfman/Thunder Reef (Mustang, 1964)[Anm. 2]
- Take My Word/She's My Girl (Mustang, 1965)
- Never to Be Forgotten/You Kiss Me (Mustang, 1965)
- Another Sad and Lonely Night/Let Her Dance (Mustang, 1965)
- I Fought the Law/Little Annie Lou (Mustang, 1965)
- Love's Made a Fool of You/Don't Ever Let Me Know (Mustang, 1966)
- The Magic Touch/My True Love (Mustang, 1966)[Anm. 3]
- It's Love Come What May/Wolfman (Mustang, 1966)[Anm. 4]
- The Things You Do/Now She's Gone (Mustang 1966)[Anm. 4]